# Awanagana
Awanagana, talvolta indicato come Awana Gana o Awana-Gana, pseudonimo di Antonio Costantini Picardi (Venezia, 16 luglio 1949), è un musicista, conduttore radiofonico e conduttore televisivo italiano.

## Biografia
Il suo pseudonimo potrebbe derivare dalla storpiatura della supposta espressione in lingua spagnola "avenar gana", accostata al significato di "raccogliere i desideri"; oppure, più verosimilmente, preso in prestito da una delle celebri parole in americano inventato da Alberto Sordi in Un americano a Roma.
È stato musicista ed animatore di Radio Monte Carlo dagli inizi, negli anni settanta, al 1992.
Riconoscibile per il look da pirata, con il suo cappello in lana divenne popolare presso il pubblico italiano grazie anche alle partecipazioni a diversi programmi televisivi: nel 1977, assieme a Jocelyn e Sophie Cauvigny, ha condotto, su Telemontecarlo, Un peu d'amour, d'amitié et beaucoup de musique. Nel 1978 era inviato nei collegamenti esterni a Domenica in di Corrado. Nello stesso anno, nel luglio 1978, aveva già sostituito Corrado in Rally canoro, manifestazione musicale nelle piazze d'Italia, in seguito al terribile incidente d'auto che il presentatore romano ebbe con Dora Moroni, la notte del 13 luglio 1978, sull'autostrada Roma-Civitavecchia, proprio al rientro da una tappa di quello spettacolo.
Sempre su Rai 1 ha condotto Discoring con Claudio Cecchetto, la trasmissione in Eurovisione La Gondola d'oro e Italiani nel Mondo. Nel 1995 ha condotto Fanzine su Italia 1.
Nel 1980 è stato l'attore protagonista nel film White Pop Jesus di Luigi Petrini.
Ha inciso vari dischi fra i quali Come un navigante.
Ha lavorato come conduttore in varie radio italiane ed estere: Radio Dimensione Suono (con il programma Faro della notte), Radio 2 (con Lino Banfi in W la radio), Radio Nonsolomusica (W La Notte W nel 1999), Radio Sabbia, Radio Gold ed in Francia per Radio Fun.  Per un periodo ha condotto sull'emittente italiana Radio Torino International il programma quotidiano Musica! Musica? Musica... ogni sera alle 23.00.
Nel 2022 ha iniziato la collaborazione con RTL 102.5 Best, sperimentando un modo diverso di fare radio.
Dal 2024 conduce programmi su Radio Stella.
Fa parte di un ordine neo-templare.

## Filmografia

Awanagana nella sua unica interpretazione cinematografica, White Pop Jesus (1980)

- White Pop Jesus, regia di Luigi Petrini (1980)

## Discografia parziale

### Singoli
- 1980 – Come un navigante/Osanna

## Televisione
- Un peu d'amour, d'amitié et beaucoup de musique (Telemontecarlo, 1977)
- Gondola d'Oro (Rete 1, 1979)
- Discoring (Rete 1, 1979-1980)
- Fanzine (Italia 1, 1995)